# 14 Brygada Artylerii (II RP)
14 Brygada Artylerii Wielkopolskiej (14 BA) – brygada artylerii Armii Wielkopolskiej i Wojska Polskiego II RP.

## Historia brygady
2 października 1919 roku głównodowodzący Wojsk Polskich byłego zaboru pruskiego, działając na podstawie rozkazu organizacyjnego Ministerstwa Spraw Wojskowych i pisma nr 8714 Generalnego Inspektora Artylerii, rozkazał „przeformować Artylerię Wielkopolską tworząc przy każdej dywizji brygadę artylerii”. Przy 1 Dywizji Strzelców Wielkopolskich miała być sformowana I Brygada Artylerii Wielkopolskiej pod dowództwem pułkownika Antoniego Heinricha. W skład brygady został włączony 3 pułk artylerii polowej wielkopolskiej, którego nowym dowódcą został mianowany podpułkownik Leon Dębski. Tym samym rozkazem generał piechoty Józef Dowbor-Muśnicki polecił sformować 3 pułk artylerii ciężkiej wielkopolskiej z dotychczasowego I dywizjonu 1 pułku artylerii ciężkiej wielkopolskiej. 23 października 1919 roku do nowo formującego się 3 pułku artylerii ciężkiej wielkopolskiej zostało przydzielonych dziesięciu oficerów z I dywizjonu 1 pułku artylerii ciężkiej wielkopolskiej na czele z kapitanem Kazimierzem Abdank-Kozubskim, jako dowódcą I dywizjonu. 
10 grudnia 1919 roku po przemianowaniu na 14 BA – 14 Wielkopolskiej Dywizji Piechoty.
7 września 1919 r. I dywizjon 1 pułku artylerii ciężkiej wielkopolskiej, przemianowany na 14 dywizjon artylerii ciężkiej wielkopolskiej wyjechał na front litewsko-białoruski, gdzie wszedł w skład grupy płk Jaźwińskiego i uczestniczył w walkach o Połock. 19 października 1919 r. dywizjon został podporządkowany dowódcy 14 DP.
Na dzień 1 maja 1920 dysponowała 41 działami polowymi i 6 działami ciężkimi.
2 listopada 1921 r. 14 dywizjon artylerii ciężkiej wielkopolskiej wcielony został do 7 pułku artylerii ciężkiej stacjonującego w Poznaniu na Sołaczu jako I dywizjon. 26 stycznia 1923 r. I/7 pac odznaczony został Krzyżem Srebrnym Orderu Wojennego VM.

## Organizacja brygady w 1919 roku
- dowództwo 1 Brygady Artylerii Wielkopolskiej
- 3 pułk artylerii polowej wielkopolskiej
- I dywizjon 1 pułku artylerii ciężkiej wielkopolskiej (przemianowany na 14 pułk artylerii ciężkiej wielkopolskiej, a następnie przeformowany w 14 dywizjon artylerii ciężkiej wielkopolskiej)
  - dowódca I/14 pac – kpt. / ppłk art. Kazimierz Abdank-Kozubski (18 IX 1919 - 9 XI 1920 → dowódca 14 pap)
  - dowódca I/14 pac – mjr art. Józef Ceptowski (od 9 XI 1920)

## Organizacja w 1920
- dowództwo
- 14 pułk artylerii polowej wielkopolskiej w składzie 9 baterii
- I dywizjon 12 pułku artylerii ciężkiej w głębi kraju
- 2 bateria 7 dywizjonu artylerii konnej

## Dowódcy brygady
- płk art. Antoni Heinrich (2 X 1919 - 13 IV 1920 → dowódca 3 Brygady Artylerii)
- gen. ppor. Ignacy Kazimierz Ledóchowski (od 13 IV 1920)
- ppłk art. Erwin Mehlem w zastępstwie dowódcy
- płk Kazimierz Pankowicz (od 30 VII 1920)